# Johan Wilhelm Zetterstedt
Johan Wilhelm Zetterstedt (nabij Mjölby, 20 mei 1785 - Lund, 23 december 1874) was een Zweeds entomoloog en botanicus. J.W.Zetterst. is zijn officiële auteursafkorting in de botanica.

## Biografie
Zetterstedt studeerde vanaf 1805 aan de universiteit van Lund bij Anders Jahan Retzius. Hij behaalde de graad van doctor in 1808 en in 1812 werd hij er aangesteld als docent in botanica; dit was een onbezoldigde baan, zodat hij daarnaast privéles moest geven. Hij werd benoemd tot professor in 1822 en volgde Carl Adolph Agard op als hoogleraar in botanica en agronomie in 1836, tot aan zijn emeritaat in 1853.
Een van zijn studenten was Anders Gustaf Dahlbom die hem vergezelde op zijn reizen doorheen Zweden, Noorwegen en Lapland voor het verzamelen van insecten.
In 1831 werd hij verkozen in de Koninklijke Zweedse Academie van Wetenschappen.

## Werk
De entomoloog Zetterstedt onderzocht voornamelijk Diptera en Hymenoptera. Hij legde een collectie Diptera en Orthoptera aan die in het zoölogisch museum van de universiteit van Lund wordt bewaard. Hij beschreef vele insectensoorten, vooral afkomstig uit Scandinavië. Zijn belangrijkste werk is het monumentale Diptera Scandinaviae disposita et descripta, uitgegeven in 14 delen tussen 1842 en 1860.

## Publicaties (selectie)
- 1821. Orthoptera Sueciae disposita et descripta. Lundae (Lund), 132 pp. Bevat onder meer beschrijvingen van het zwart wekkertje, de krasser en de weidesprinkhaan.
- 1828. Fauna insectorum Lapponica Pars I. Hammone (Hamburg), Libraria Schulziana.
- 1837. Conspectus familiarum, generum et specierum Dipterorum, in Fauna insectorum Lapponica descriptorum. Isis (Oken's).
- 1838-1840. Insecta Lapponica. L. Voss, Lipsiae (Leipzig), 1139 pp.
- 1842-1860. Diptera Scandinaviae disposita et descripta. Lundbergiana, Lundae (Lund), 14 delen.

## Hommage
Verschillende andere auteurs hebben insectensoorten naar hem vernoemd, waaronder
- Azelia zetterstedtii Rondani
- Hydrophoria zetterstedtii Ringdahl
- Mesopolobus zetterstedtii Dalla Torre
- Sympistis zetterstedtii Staudinger
- Trachypachus zetterstedtii Gyllenhal